# Anders Loman (1900–1978)
Anders Loman, född 1900 i Rättvik, död 1978, var en svensk målare.
Han var son till Anders Loman och bror till Erik Loman. Loman var som konstnär autodidakt men fick en viss vägledning av sin far. Separat ställde han ut i Gävle och han medverkade i ett flertal samlingsutställningar. Hans konst består av landskapsmålningar och motiv från Visby.